# Bissell Cycling
Bissell Cycling fue un equipo ciclista estadounidense de categoría Continental. Fue creado para la temporada 2005 participando fundalmentalmente del calendario estadounidense.
Su patrocinador principal fue la compañía Bissell Homecare, Inc. El equipo desapareció en 2014 y Bissell pasó a ser el nuevo patrocinador de otro equipo estadounidense, el Bontrager Cycling Team. 

## Material ciclista
- Felt (2005)
- Cannondale (2006)
- Ridley (2007)
- Pinarello (de 2008 en adelante)

## Clasificaciones UCI
A partir de 2005 la UCI instauró los Circuitos Continentales UCI, donde el equipo estuvo desde que se creó dicha categoría hasta su desaparición a finales de 2013. Participó en carreras de distintos circuitos, con lo cual ha estado en las clasificaciones del UCI Europe Tour Ranking, UCI America Tour Ranking, UCI Oceanía Tour Ranking y UCI Africa Tour Ranking. Las clasificaciones del equipo y de su ciclista más destacado fueron las siguientes:

### UCI Europe Tour
| Temporada | Clasificación por equipos | Mejor corredor | Posición |
| 2009-2010 | 106.º                     | Tom Zirbel     | 508.º    |

### UCI America Tour
| Temporada | Clasificación por equipos | Mejor corredor     | Posición |
| 2005      | 18.º                      | Karl Menzies       | 122.º    |
| 2005-2006 | 5.º                       | Brent Bookwalter   | 16.º     |
| 2006-2007 | 16.º                      | Garrett Peltonen   | 80.º     |
| 2007-2008 | 20.º                      | Ben Jacques-Maynes | 106.º    |
| 2008-2009 | 14.º                      | Tom Zirbel         | 43.º     |
| 2009-2010 | 20.º                      | Frank Pipp         | 191.º    |
| 2010-2011 | 11.º                      | Frank Pipp         | 75.º     |
| 2011-2012 | 15.º                      | Patrick Bevin      | 56.º     |
| 2012-2013 | 16.º                      | Phillip Gaimon     | 87.º     |

### UCI Oceania Tour
| Temporada | Clasificación por equipos | Mejor corredor   | Posición |
| 2006-2007 | 9.º                       | Cameron Wurf     | 10.º     |
| 2007-2008 | 2.º                       | Jeremy Vennell   | 13.º     |
| 2008-2009 | 9.º                       | Jeremy Vennell   | 7.º      |
| 2009-2010 | 11.º                      | Peter Latham     | 39.º     |
| 2010-2011 | -                         | -                | -        |
| 2011-2012 | 7.º                       | Patrick Bevin    | 11.º     |
| 2012-2013 | 4.º                       | Michael Torckler | 10.º     |

### UCI Africa Tour
| Temporada | Clasificación por equipos | Mejor corredor     | Posición |
| 2010-2011 | 15º                       | Jay Robert Thomson | 81.º     |

## Palmarés
Para años anteriores, véase Palmarés del Bissell Cycling

### Palmarés 2013
El equipo no logró victorias profesionales en su última temporada.

## Plantilla
Para años anteriores, véase Plantillas del Bissell Cycling

### Plantilla 2013
| Nombre                 | Nacimiento | Nacionalidad   | Equipo 2012         |
| Chris Baldwin          | 15.10.1975 | Estados Unidos | Bissell             |
| Patrick Bevin          | 02.05.1991 | Nueva Zelanda  | Bissell             |
| Mac Brennan            | 15.07.1990 | Estados Unidos | Bissell             |
| Kirk Carlsen           | 25.05.1987 | Estados Unidos | Team Exergy         |
| Andrew Dahlheim        | 09.06.1988 | Estados Unidos | Bissell             |
| Phillip Gaimon         | 28.01.1986 | Estados Unidos | Kenda-5-Hour Energy |
| Carter Jones           | 27.02.1989 | Estados Unidos | Bissell             |
| Julian Kyer            | 15.05.1988 | Estados Unidos | Bissell             |
| Jason McCartney        | 03.09.1973 | Estados Unidos | Unitedhealthcare    |
| Jonathan McCarty       | 24.01.1982 | Estados Unidos | SpiderTech-C10      |
| Tommy Nankervis        | 21.01.1983 | Australia      | Competitive Racing  |
| Frank Pipp             | 22.05.1977 | Estados Unidos | Bissell             |
| Michael Torckler       | 12.04.1987 | Nueva Zelanda  | Neoprofesional      |
| Jeremy Raymond Vennell | 06.10.1980 | Nueva Zelanda  | Bissell             |